# Июльская улица (Екатеринбург)
Ию́льская улица  — улица в жилом районе «Пионерский» Кировского административного района Екатеринбурга.

## Расположение и благоустройство
Июльская улица идёт с юго-востока на северо-запад и вскоре поворачивает ближе к западу, идя параллельно улице Сулимова. Начинается от примыкания к улице Советская и заканчивается, переходя в улицу Омскую. Протяжённость улицы составляет около 1000 метров. Ширина проезжей части — около 7 м. На протяжении улицы имеются два светофора и два нерегулируемых пешеходных перехода.
Пересекается с улицей Учителей. Справа на улицу выходят улицы Садовая, Менжинского, Менделеева и Чекистов.

## История
Возникновение Июльской улицы связано с формированием и последующим развитием посёлка «Новый» (современный Пионерский жилой район) в середине 1920-х годов. Впервые улица появляется на плане Свердловска 1929 года как планируемая к застройке на участке от Советской улицы до улицы Кочегаров. Как уже застроенная (на начальном участке, от Боровой до Садовой улицы) обозначена на планах Свердловска 1939 и 1942 годов. На плане города 1947 года улица показана как полностью застроенная от Боровой улицы до улицы Кочегаров.

## Здания и сооружения

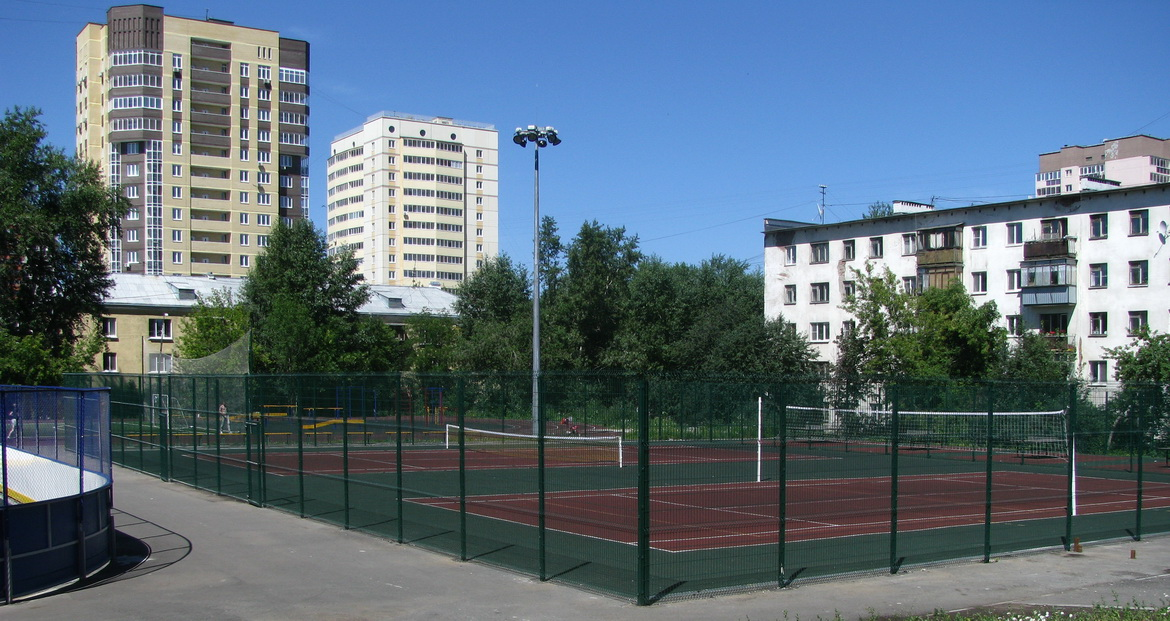
Спортивная площадка с теннисными кортами у Гимназии №35 (Июльская, 32)

Улица застроена жилыми зданиями разных лет постройки (хрущевки, многоэтажки 80-х годов, одно современное здание "точечной" застройки). На улице расположен супермаркет "Кировский", отделение Сбербанка, гимназия №35.

## Транспорт

### Наземный общественный транспорт
Движение наземного общественного транспорта по улице не осуществляется. Ближайшие остановки общественного транспорта — «Июльская» (ул. Советская), «Парк Хаус» и «Менделеева» (ул. Сулимова).

### Ближайшие станции метро
Действующих станций метро поблизости нет, в отдалённой перспективе в 550 метрах от начала улицы планируется строительство станции  «Комсомольская».